# 1295

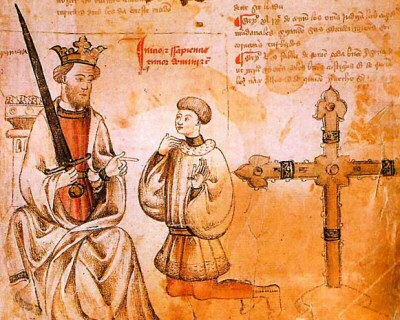
Sancho IV van Castilië

Het jaar 1295 is het 95e jaar in de 13e eeuw volgens de christelijke jaartelling.

## Gebeurtenissen
- 20 juni - Verdrag van Anagni: Het verdrag van Tarascon dat de Aragonese Kruistocht beëindigde wordt bevestigd en uitgewerkt. Jacobus II van Aragon geeft de Balearen terug aan Jacobus II van Majorca.
- 23 oktober - Auld Alliance: John Balliol, de koning van Schotland, tot dan toe een vazal van koning Eduard I van Engeland, sluit een verdrag met Frankrijk gericht tegen Engeland.
- 29 oktober of 1 november - Jacobus II van Aragon trouwt met Bianca van Anjou nadat hij zijn huwelijk met Isabella van Castilië heeft geannuleerd.
- 6 november - Schüttorf krijgt stadsrechten.
- Floris V van Holland en Gwijde van Dampierre van Vlaanderen strijden over het bezit van Zeeland.
- De stad Pilsen wordt gesticht.
- Bergen wordt hoofdstad van het graafschap Henegouwen in de plaats van Valenciennes.
- Eduard I van Engeland verplaatst de wolstapel van Dordrecht naar Mechelen om Brabant aan zijn kant te krijgen in zijn strijd tegen Frankrijk.
- Het hertogdom Pommeren wordt verdeeld in Pommeren-Wolgast en Pommeren-Stettin
- Geyne krijgt stadsrechten.
- Marco Polo keert terug naar Venetië na zijn reis naar China.
- Het klooster Sint-Catharinadal wordt verplaatst van Vroenhout naar Breda.
- Stadsbrand van Sneek.
- Herman van Brandenburg trouwt met Anna van Habsburg.
- oudst bekende vermelding: Achtmaal, Effen, Kelmė, Koevering, Veldhoven

## Opvolging
- Armenië - Thoros III opgevolgd door zijn broer Hethum II
- Castilië - Sancho IV opgevolgd door zijn zoon Ferdinand IV
- Gorizia - Meinhard II opgevolgd door zijn zoon Albert I
- Karinthië en Tirol - Meinhard II opgevolgd door zijn zoons Otto en Hendrik
- Khmer - Jayavarman VIII opgevolgd door Indravarman
- Litouwen - Butvydas opgevolgd door zijn zoon Vytenis (jaartal bij benadering)
- Polen (kroning 16 juli) - Wenceslaus II van Bohemen opgevolgd door Przemysł II
- Schwerin-Neustadt en Marnitz - Helmhold III opgevolgd door zijn zoon Günzel V

## Afbeeldingen

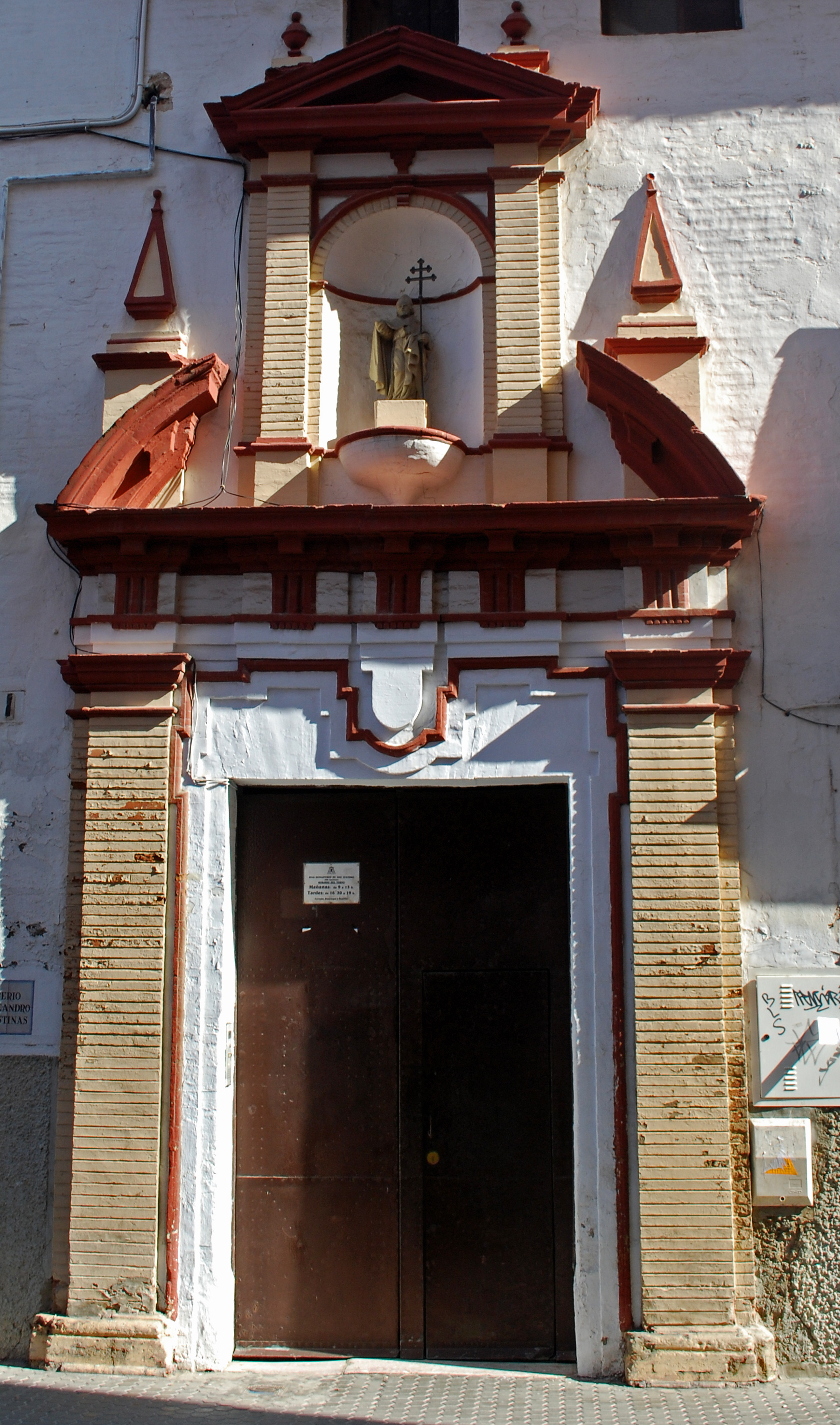
Convento San Leandro, Sevilla (1295)

## Geboren
- 21 maart - Henricus Seuse, Duits mysticus
- Bolesław van Oels, Pools edelman (jaartal bij benadering)
- Jeanne van Bar, Frans edelvrouw
- Hugo IV, koning van Cyprus (1324-1358) (jaartal bij benadering)
- Jan III van Cuijk, Brabants edelman (jaartal bij benadering)
- Johanna van Vlaanderen, Vlaams-Bretons edelvrouw (jaartal bij benadering)
- Reinoud II van Gelre, graaf en hertog van Gelre (1326-1343) (jaartal bij benadering)
- Rochus van Montpellier, Frans heilige (jaartal bij benadering)

## Overleden
- 14 februari - Rudolf II van Baden, Duits edelman
- 31 maart - Robert de Brus, Schots edelman
- 25 april - Sancho IV (36), koning van Castilië (1284-1295)
- 9 augustus - Ottone Visconti (~87), aartsbisschop van Milaan
- 12 augustus - Karel Martel van Anjou (23), titulair koning van Hongarije
- oktober - Catharina van Oostenrijk, Duits edelvrouw
- 1 november - Meinhard II (~57), graaf van Gorizia en Tirol, hertog van Karinthië
- 7 november - Hedwig van Oldenburg, Duits edelvrouw
- 20 december - Margaretha van Provence (74), echtgenote van Lodewijk IX
- 21 december - Erik van Brandenburg, aartsbisschop van Maagdenburg
- Gilbert de Clare (~42), Engels edelman
- Helmhold III van Schwerin, Duits edelman
- Yeshe Rinchen (~46), Tibetaans geestelijke
- Butvydas, grootvorst van Litouwen (1292-1295) (jaartal bij benadering)